# Verklausung

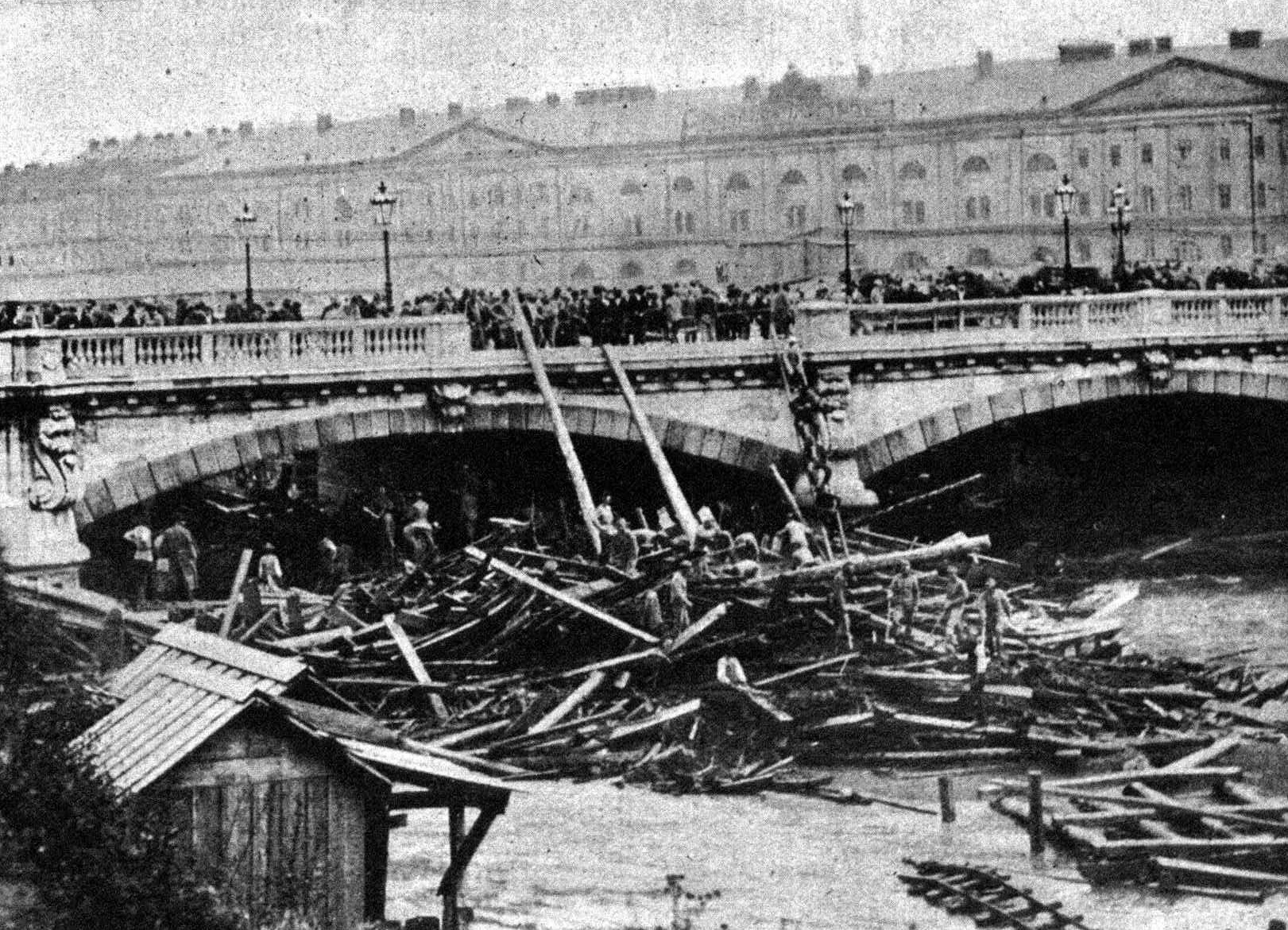
Wien, Schwarzenbergbrücke mit Hochwasser-Verklausung (1897)

Unter Verklausung wird der teilweise oder vollständige Verschluss eines Fließgewässerquerschnittes infolge angeschwemmten Treibgutes oder Totholzes verstanden. Der Begriff wird auch für die Verlegung von Triebwassereinläufen oder Rechenanlagen auf Kläranlagen benutzt. Dadurch wird das Wasser aufgestaut, was zu schnell und stark steigenden Wasserständen oberhalb des Abflusshindernisses führt. Das Wasser versucht nun, das Abflusshindernis zu über- oder umströmen. Die Folgen können Ausuferungen oder Überschwemmungen sein. Verklausungen bilden sich vorwiegend an Gewässerengstellen, wie Querbauwerken, verrohrten Bachstrecken, Durchlässen oder zwischen Brückenpfeilern. Besonders gefürchtet sind Verklausungen in Hochwasserentlastungsanlagen von Talsperren oder in deren Grundablässen.
Der Wortstamm verweist auf die Klause, einen besonders engen und steilen Abschnitt in einem Flusstal.